# Revelación
A Revelación Selena Gomez amerikai énekesnő negyedik mini-albuma (EP). 2021. március 12-én adta ki az Interscope Records. Gomez számos producerrel együttműködött, mint például Albert Hype, DJ Snake, Jota Rosa, Maro, Neon16 és Tainy, hogy elérje a kívánt hangzást. Kijelentette, hogy az EP az „erő, szeretet, megbocsátás és továbblépés” témáira összpontosít.
Az EP-t három kislemez támogatta: "De Una Vez", "Baila Conmigo" Rauw Alejandroval és "Selfish Love" DJ Snake-kel, és ez Gomez első olyan projektje, amely kiemelten spanyol nyelvű. A reggaetón, elektropop, latin pop, R&B és alternatív R&B műfajokat ötvözi urbano elemekkel. Eltérést jelez elődje, a Rare (2020) dance-pop hangzásától. Megjelenésekor a Revelación elismerést kapott a zenekritikusoktól, akik kiemelték az ízléses produkciót, és dicsérték Gomez művészetének kibontakozását. Az EP lett a legjobban értékelt projekt a Metacriticen.

## Toplistás helyezések
Kereskedelmi szempontból a Revelación a 22. helyen debütált az amerikai Billboard 200-on, megjelenésének első hetében 23 000 albummal egyenértékű egységet produkált, ami Shakira El Dorado c. albuma (2017) óta a legnagyobb eladási hetet jelentette egy nő latin zenei albumának. A Billboard Top Latin Albums toplistáján is debütált, és ez lett az első női album, amely ezt tette, szintén a 2017-es El Dorado óta. A Revelación szintén 8,57 millió letöltéssel debütált a Spotifyon az első 24 órában, ezzel a női EP-k legjobb debütálása lett a platformon. A Revelación négy száma felkerült a Billboard Hot Latin Songs listájára 2021. március 27-én. A nyitószám, a "De Una Vez" klipjét jelölték a legjobb rövid formátumú zenei videó kategóriában a 22. Latin Grammy-díjátadón.
A Revelaciónt jelölték a legjobb latin popalbum kategóriában a 64. Grammy-díjátadón, amivel Gomez első jelölését kapta.

## Fordítás
Ez a szócikk részben vagy egészben  a   Revelación című angol Wikipédia-szócikk ezen változatának fordításán alapul.  Az eredeti cikk szerkesztőit annak laptörténete sorolja fel. Ez a jelzés csupán a megfogalmazás eredetét és a szerzői jogokat jelzi, nem szolgál a cikkben szereplő információk forrásmegjelöléseként.